# 초 평왕
초 평왕(楚 平王, ? ~ 기원전 516년)은 중국 초나라의 제28대 군주(재위: 기원전 528년 ~ 기원전 516년)이다. 이름은 기질(棄疾)이었는데, 즉위한 뒤에 거(居)로 고쳤다. 공왕의 다섯째 아들이며, 강왕, 영왕, 자오의 동생이다.

## 생애

### 왕위 찬탈
공자 기질은 형 초 영왕의 명령으로 진나라(陳)와 채나라(蔡)를 멸망하고, 진공(陳公)과 채공(蔡公)으로 자칭하였고, 제나라에서 악명이 많아서 오나라에 망명한 경봉(慶封)을 공격하여 처형하는 등, 영왕의 충직한 신하로 활약하였다.
그러나, 영왕의 폭정에 의한 불만이 많아진 것을 느낀 공자 기질은 형 공자 비(公子 比), 공자 자석(公子子晳)과 짜고, 기원전 529년에 영왕이 수도에 없는 동안에 이 틈을 타서 영왕의 왕자들을 암살하고, 초왕이 된 공자 비에 의해서, 기질은 사마(司馬)에 임명되었다. 직후인 5월 18일, 기질은 "영왕이 귀국하고, 신왕을 처형한다."라는 유언비어를 수도에서 퍼트리고 초왕 비와 영윤 자석을 살해하고, 다음 날인 5월 19일에 스스로 초왕으로 즉위하였다.

### 즉위 후
기원전 523년 평왕 기질은 아들 태자 건(太子 建)의 태자비를 진나라(秦)로부터 맞으려, 소부 비무기(費無忌)를 진나라에 보냈다. 그러나 비무기는 진나라 공주 백영(伯嬴)의 아름다움을 보고, 진나라 공주를 평왕의 측실로 삼을 것을 건의했다. 초 평왕도 공주의 아름다운 용모에 마음에 들어서, 평왕은 자신의 측실로서 삼았다.이 사건으로 의해서 초 평왕은 비무기를 신뢰하게 되었다.
또한 비무기는, 이 사건으로 태자 건이 자신에게 원망을 할까 무서워하여 초 평왕에게 태자 건이 자신에게 중상모략을 하였다고 거짓을 고했다. 이 때문에, 초 평왕은 국경 수비를 하라는 명령으로 변방으로 보내고, 태자 건을 멀리했다.
그 후도 비무기는, 태자 건이 초 평왕에게 태자비를 빼앗겼던 것에 앙심을 품고, 반란을 음모하였다고, 비무기는 초 평왕에게 말하였다. 이 때, 태부 오사(伍奢)에도 태자를 잘못 가르친 죄로 물어 평왕은 오사를 잡았고 그의 아들 오상(伍尙), 오자서도 소환해서 죽이려고 하였다. 하지만 오자서는 초 평왕의 소환요구에 거부하여 오나라로 망명하였고, 그 때문에 오사, 오상 부자를 처형했다. 아버지와 형이 처형된 것이 원인이 되어 오자서의 초나라의 대한 원망의 불씨가 되어, 동시에 평왕의 건강이 쇠약해져 오나라의 침공을 막을 수 없었고, 초나라가 쇠퇴하게 되었다.
기원전 516년 6월에 병에 걸러 사망하고, 기원전 506년 백거 전투로 오나라가 초나라의 수도 영도를 점령했을 때, 오자서는 초 평왕의 능을 도굴하여, 평왕의 시체를 채찍으로 300번 때렸다고 하였다.

## 가족 관계
- 아들 : 공자 신(公子申) - 자는 자서(子西), 직위는 영윤(令尹)
- 아들 : 태자 건(太子健)
- 아들 : 공자 결(公子結) - 자는 자기(子期), 통칭으로 사마자기(司馬子期)로 불린다.
- 아들 : 공자 계(公子啓) - 자는 자려(子閭).
- 아들 : 초 소왕 웅진(楚 昭王 熊珍) - 초나라의 제29대 군주.

| 선 대 - (채 영후를 죽이고 채나라를 병탄함) | 초나라의 채공 기원전 531년 ~ 기원전 529년 | 후 대 - (채 평후에게 채나라를 돌려줌) |

| 전 임 형 자오 웅비 | 제28대 초나라의 군주 기원전 528년 ~ 기원전 516년 | 후 임 아들 소왕 웅임 |